# Notospira
Notospira is een geslacht van kevers uit de familie van de loopkevers (Carabidae). De wetenschappelijke naam van het geslacht is voor het eerst geldig gepubliceerd in 1961 door Rivalier.

## Soorten
Het geslacht Notospira is monotypisch en omvat slechts de volgende soort:
- Notospira phalangioides (Schmidt-Goebel, 1846)